# Primo Magnani
Primo Magnani (* 31. März 1892 in Pavia; † 17. Juni 1969 in Mailand) war ein italienischer Radrennfahrer und Olympiasieger im Radsport.

## Sportliche Laufbahn
Magnani war Teilnehmer der Olympischen Sommerspiele 1920 in Amsterdam. Dort gewann er bei den Bahnradsportwettwerben die Goldmedaille in der Mannschaftsverfolgung gemeinsam mit Arnaldo Carli, Ruggero Ferrario und Franco Giorgetti. Im Rennen über 50 Kilometer wurde er nach einem Raddefekt Achter. 1919 wurde er Dritter bei der ersten Austragung der Coppa Bernocchi, die sein Landsmann Ruggerio Ferrario gewonnen hatte. 